# Elophos gilvaria
Elophos gilvaria là một loài bướm đêm trong họ Geometridae.